# Prix littéraires du Gouverneur général 1970
Liste des Prix littéraires du Gouverneur général pour 1970, chacun suivi du gagnant.

## Français
- Prix du Gouverneur général : romans et nouvelles de langue française : Monique Bosco, La Femme de Loth.
- Prix du Gouverneur général : poésie ou théâtre de langue française : Jacques Brault, Quand nous serons heureux.
- Prix du Gouverneur général : études et essais de langue française : Fernand Ouellette, Les Actes retrouvés.

## Anglais
- Prix du Gouverneur général : romans et nouvelles de langue anglaise : Dave Godfrey, The New Ancestors.
- Prix du Gouverneur général : poésie ou théâtre de langue anglaise : bpNichol, collected works.
- Prix du Gouverneur général : études et essais de langue anglaise : Michael Ondaatje, The Collected Works of Billy the Kid.